# 巴斯克共产党
巴斯克共产党（缩写为PCE）是西班牙共产党在巴斯克自治区和纳瓦拉自治区的分支。该党成立于1935年7月。它的意识形态是共产主义、马克思列宁主义。它的政治立场是左翼。该党总书记是Jon Hernández。截至2015年10月，该党有1000名党员。